# Hos Sigbrit
Hos Sigbrit (bij Sigbrit) is een toneelstuk in 1 akte van de Deense schrijver Edvard Brandes (1847-1931). Het kreeg in de maanden mei en juni 1899 een aantal opvoeringen in Bergen alwaar Johan Halvorsen dirigent en huiscomponist van het plaatselijk theater was.
Met Sigbrit wordt bedoeld Syberich Willems (vaak verbasterd tot Sigbrit Willoms/Willums), de moeder van Dyveke Sigbritsdochter, de maîtresse van Christiaan II van Denemarken.
De muziek was haastwerk, want het is alleen bewaard gebleven in manuscriptvorm. Het toneelstuk ging pas later naar Kopenhagen. Christian Sinding haalde ook enige teksten voor zijn liederen uit Hos Sigbrit.    